# ۴۵۳ (قمری)
۴۵۳ (قمری)، چهارصد و پنجاه و سومین سال در گاهشماری هجری قمری است. اول محرم این سال برابر با اول فوریه سال ۱۰۶۱ میلادی است.

## وابسته
- زادالمسافرین
- مروانیان